# Tromostovje
Tromostovje (deutsch Drei Brücken) ist ein Komplex aus drei Brücken in  Ljubljana, der Hauptstadt Sloweniens, die den Fluss Ljubljanica vom  Prešerenplatz, dem Hauptplatz der Stadt an der Biegung des Flusses unter dem Burgberg überqueren. 
Das Bauwerk ist eines der Wahrzeichen der Stadt. Es wurde im Jahr 2021 in die UNESCO-Welterbeliste als Teil des Werks von Jože Plečnik in Ljubljana – am Menschen orientierte Stadtgestaltung aufgenommen.

## Geschichte
Die erste Erwähnung einer hölzernen Brücke über die Ljubljanica an dieser Stelle datiert um 1280. Diese „Alte Brücke“ (Stari most, offiziell Spitalsbrücke), in Abgrenzung zur „Oberen Brücke“ auch „Untere Brücke“, - wurde  

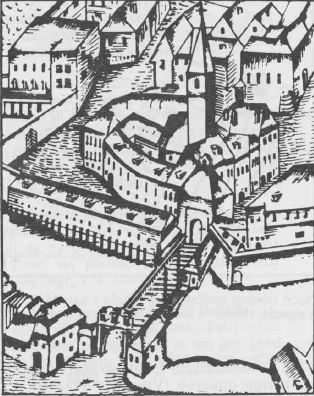
Spitalsbrücke vor dem Bürgerspital Laibach auf der rechten Flussseite (um 1660)

1657 durch einen Brand zerstört und durch eine neue, ebenfalls aus Holz gefertigte, „Neue Brücke“  ersetzt. An den Seiten wurden Verkaufsbuden aufgestellt, in der Mitte der Brücke befand sich ein Kruzifix. 1796 wurde das Kreuz entfernt und befindet sich heute oben auf der Treppe vor dem Eingang zur Franziskanerkirche.
1842 wurde die Holzbrücke durch eine Steinbrücke ersetzt, die von Giovanni Picco, einem italienischen Architekten, entworfen und in Erinnerung an den Erzherzog Franz Karl Francev most (Franzensbrücke) genannt wurde. Diese Steinbogenbrücke ist das zentrale Element der modernen Brücke. 
Sie wurde 1929  Jože Plečnik (1872–1957) zu einer dreifachen Brücke erweitert. Er fügte auf beiden Seiten Fußgängerbrücken hinzu, verbreiterte die Brücke und verhinderte so, dass sie zu einem Engpass wurde. Sein Werk war 1932 vollendet.
1992 wurde Tromostovje unter Aufsicht restauriert und ab September 2007 für den motorisierten Verkehr gesperrt.